# 3-Chlorsalicylsäure
3-Chlorsalicylsäure ist eine chemische Verbindung, die sowohl zur Stoffgruppe der Phenole als auch zur Stoffgruppe der aromatischen Carbonsäuren gehört. 

## Darstellung
3-Chlorsalicylsäure kann nicht direkt aus Salicylsäure gewonnen werden, da die bevorzugte Substitutionsrichtung die Position 5 ist. Deshalb wird zunächst eine Sulfonsäuregruppe eingeführt, dann die Chlorierung durchgeführt und schließlich desulfoniert.
Ferner ist die Synthese über eine Reimer-Tiemann-Reaktion und anschließende Oxidation des entstehenden Aldehyds mit Silberoxid möglich.
Eine Kolbe-Schmitt-Reaktion mit 2-Chlorphenol liefert ebenfalls 3-Chlorsalicylsäure, jedoch in geringer Ausbeute.

## Reaktionen
Durch Oxidation mit Kaliumpersulfat entsteht aus 3-Chlorsalicylsäure die 3-Chlorgentisinsäure (Schmelzpunkt 220–223 °C).

## Nachweis
Die Reaktion mit Eisen(III)-chlorid ergibt eine intensive violette Farbe.